# Artur de Oliveira

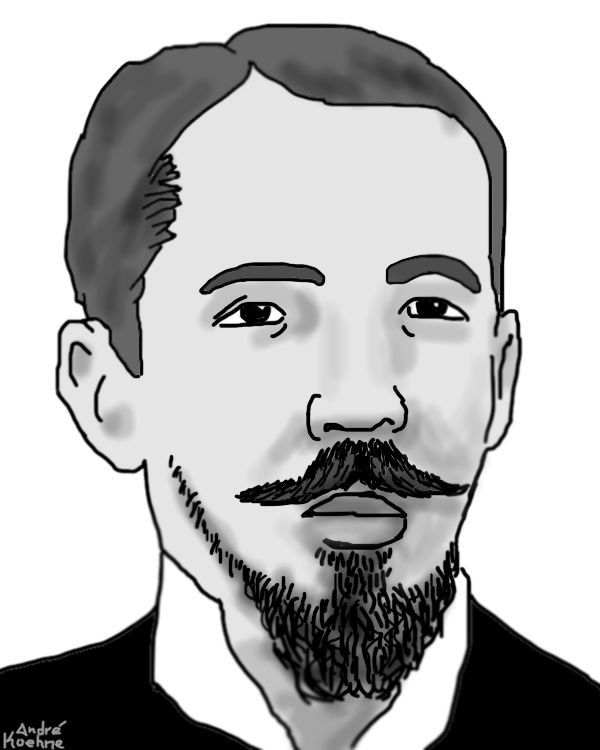

Artur de Oliveira (Río Grande, Río Grande del Sur, 11 de agosto de 1851 - Río de Janeiro, 21 de agosto de 1882) fue profesor y escritor brasileño, y patrono de la Academia Brasileña de Letras.

## Biografía
Hijo de João Domingos de Oliveira y Maria Angélica, a los dieciséis años se va a vivir a Río de Janeiro y de ahí se va a Minas Gerais y estudia en el Colegio do Caraça. Intenta ingresar a la Facultad de Direcho de Recife, sin éxito. Se va, entonces, a Europa donde, principalmente en París, hace amigos en los medios literarios -entre ellos Théophile Gautier.
Estas amistades le dieron, junto con la gran erudición, el papel de ser uno de los introductores del Parnasianismo en Brasil.
Sobre esta influencia, consignó Manuel Bandeira: Artur de Oliveira, curioso tipo de bohemio, que casi nada produjo, pero, residió algún tiempo en París, al volver ejerció enorme fascinación sobre el medio literario brasileño, para el cual fue sin duda quien reveló la corriente parnasiana ya dominante en Francia.
Como se puede ver, su importancia para las letras se dio antes por su oratoria que por sus parcos escritos. Su influencia entre los importantes autores de esta fase literaria influyó en los autores portugueses de la Escuela de Coímbra.
Al empezar la Guerra Franco-Prusiana, mientras visitaba Berlín, regresó a Francia y se alistó en la Legión Extranjera. Terminada la guerra regresó a Brasil.
Impartió clases en el Colegio Pedro II, en Río de Janeiro. Falleció sin haber publicado un único libro.